# Baldassare Castiglione
Baldassare Castiglione (Casatico, 6 de dezembro de 1478 - Toledo, 2 de Fevereiro de 1529) foi um diplomata italiano.
Estudou latim e grego em Milão, onde, na corte de Ludovico, teve seus primeiros contatos com a vida cavaleiresca.
Em 1503, participou, ao lado dos franceses, da batalha de Gagliano contra os espanhóis. Neste mesmo ano foi convidado para a Corte de Urbino pelo duque Guidubaldo da Montefeltro. Nesta, conheceu Bembo, Bibbiena, Canossa, os dois Fregoso e Giuliano de Médici - importantes membros da nobreza da época. Foi enviado em diversas missões oficiais da Corte e pode também se dedicar aos trabalhos literários.
Em 1513, Castiglione foi enviado a Roma pelo Duque de Urbino. No entanto, este perdeu o ducado em 1516 e Baldassare foi obrigado, então, a retornar para Mântua, junto ao marquês Francesco, e, em seguida, trabalhou também para marquês Federico Gonzaga. Em 1520, Castiglione foi enviado a Roma, conseguindo fazer com que Federico fosse nomeado capitão-geral da Igreja. No ano de 1524, foi nomeado pelo papa Clemente VII protonotário apostólico e enviado como núncio para a Espanha. No exercício de sua função foi repreendido por Clemente VII por não ter conseguido prever o oneroso Saque de Roma (1527). Responde com uma carta e é perdoado.
Em 1528, publica, em Veneza, Il Libro del cortegiano (O Cortesão). A obra é dedicada ao português Dom Miguel da Silva.
Morreu, aos 50 anos, em 1529, de febres provocadas por uma peste, em Toledo. Em 1530, o seu corpo foi transportado para o santuário mantuano de Nostra Signora delle Grazie, onde Baldassare mandara, conforme vontade expressa num testamento em 1523, construir um monumento fúnebre.
Segundo Carlos V: "Yo vos digo que es muerto uno de los mejores caballeros del mundo!"